# Сары-Талаа (Джалал-Абадская область)
Сары-Талаа (кирг. Сары-Талаа) — село в Ала-Букинском районе Джалал-Абадской области Кыргызстана. Входит в состав Ала-Букинского айылного аймака.

## География
Село расположено в юго-западной части области, на берегах реки Ала-Бука (левый приток реки Касансай), у северной окраины села Ала-Бука, административного центра района.

## Население
Согласно оценочным данным Национального статистического комитета Кыргызской Республики, численность населения села на начало 2023 года составляла 4836 человек.
| год     | 2009 | 2014 | 2015 | 2020 | 2021 | 2023 |
| ------- | ---- | ---- | ---- | ---- | ---- | ---- |
| человек | 3377 | 4072 | 4065 | 4687 | 4726 | 4836 |